# Acer leiocarpum
Acer leiocarpum é uma espécie de árvore do gênero Acer, pertencente à família Aceraceae.